# Danny van Poppel
Danny van Poppel (* 26. Juli 1993 in Moergestel) ist ein niederländischer Radrennfahrer, der auf der Straße und bei Querfeldeinrennen aktiv ist.

## Sportliche Laufbahn
Im Jahr 2009 wurde Danny van Poppel niederländischer Jugendmeister im Cyclocross (Querfeldeinrennen), zudem wurde er Jugend-Vizemeister im Einzelzeitfahren auf der Straße. 2010 gewann er sowohl die Gesamtwertung als auch eine Etappe des Junioren-Etappenrennens Driedaagse van Axel. Im Jahr 2011 wurde van Poppel erneut niederländischer Meister im Cyclocross, diesmal in der Juniorenklasse. Darüber hinaus konnte er wie im Vorjahr ein Teilstück der Driedaagse van Axel für sich entscheiden.
Zur Saison 2012 schloss sich van Poppel dem Rabobank Continental Team an. Zu Beginn des Jahres belegte er zweite Plätze im Auftaktzeitfahren, einer Etappe sowie der Gesamtwertung der Istrian Spring Trophy. Im weiteren Verlauf des Jahres gelangen ihm zwei Etappensiege bei der Thüringen-Rundfahrt sowie ein Erfolg beim Mannschaftszeitfahren der Rundfahrt. Im Jahr darauf startete er für das Team Vacansoleil-DCM bei der Tour de France, konnte sie aber nicht beenden.
Zur Saison 2014 wechselte Danny van Poppel zusammen mit seinem Bruder Boy zum Team Trek. Im Dienste dieser Mannschaft gelang ihm sein bis dahin größter Erfolg, der Sieg im Massensprint auf der 12. Etappe der Vuelta a España. Weiters gewann er für die US-amerikanische Mannschaft ein Prolog-Zeitfahren bei der Luxemburg-Rundfahrt, zwei Etappen bei den Drei Tagen von Westflandern und zwei Etappen sowie die Punktewertung bei der Tour de Wallonie.
Im Jahr 2016 wechselte er zum britischen Team Sky und gewann in seiner ersten Saison eine Etappe der Tour de Yorkshire, eine Etappe des Arctic Race of Norway und zwei Etappen, sowie die Punktewertung der Burgos-Rundfahrt. In der UCI WorldTour war er jedoch erst wieder im Jahr 2017 erfolgreich als er eine Etappe der Polen-Rundfahrt gewann. Zuvor gewann er bei der Herald Sun Tour ein weiteres Prolog-Zeitfahren.
Mit dem Team Lotto NL-Jumbo, das später unter dem Namen Jumbo-Visma fuhr, fand er im Jahr 2018 einen neuen Arbeitgeber und startete mit einem Etappensieg bei der Valencia-Rundfahrt in die neue Saison. Nachdem er beim Giro d’Italia 2018 keine Etappe gewinnen konnte siegte er bei Halle–Ingooigem in Belgien. Zum Abschluss der Saison gewann er mit Binche–Chimay–Binche ein weiteres Eintagesrennen.
Nach einer sieglosen Saison im Jahr 2019 wechselte Danny van Poppel im Jahr 2020 zum Circus-Wanty Gobert Team, das im Jahr 2021 unter dem Namen Intermarché-Wanty-Gobert Matériaux in zu einem UCI WorldTeam aufstieg. Mit dem Gooikse Pijl, Egmont Cycling Race und seinem zweiten Erfolg bei Binche–Chimay–Binche gewann er in zwei Jahren drei Rennen und sicherte sich zudem die Punktewertung der Benelux Tour.
Im Jahr 2022 wechselte Danny van Poppel zum deutschen Team Bora-hansgrohe, wo er sich anfangs als wichtiger Anfahrer für seinen Teamkollegen Sam Bennett etablierte. Im Jahr 2023 gewann er das deutsche Eintagesrennen Rund um Köln, ehe er bei der Tour de France 2023 an den Start ging. Anschließend wurde er Zweiter der Cyclassics Hamburg und beendete die Deutschland Tour auf dem dritten Gesamtrang. Bei der Tour of Britain konnte er die am Jahresende die sechste Etappe für sich entscheiden. Nachdem er sich zu Beginn der Saison 2024 in die Dienste von Sam Welsford gestellt hatte, wurde er vom Team Bora-hansgrohe nach Platz drei bei der Classic Brugge-De Panne als Sprinter für den Giro d’Italia 2024 nominiert.

## Familie
Danny van Poppel ist Sohn des mehrfachen Etappensiegers der Tour de France Jean-Paul van Poppel. Seine Mutter Leontien van der Lienden startete 1984 bei den Olympischen Spielen im Straßenrennen.
Im Juli 2025 nahm er an der Tour de France teil, stieg jedoch vor dem Start der 17. Etappe aus, da er in der Nacht vom 22. auf den 23. Juli 2025 Vater einer Tochter wurde.

## Erfolge
2009
- Niederländischer Crossmeister (Jugend)

 2010
- eine Etappe Internationale Friedensfahrt der Junioren
- Gesamtwertung und eine Etappe Driedaagse van Axel

2011
- Niederländischer Crossmeister (Junioren)
- eine Etappe Driedaagse van Axel
- eine Etappe Internationale Friedensfahrt der Junioren

2012
- zwei Etappen und Mannschaftszeitfahren Thüringen-Rundfahrt
- eine Etappe Vuelta Ciclista a León

2014
- eine Etappe Drei Tage von Westflandern
- Prolog Luxemburg-Rundfahrt

2015
- eine Etappe Drei Tage von Westflandern
- zwei Etappen Tour de Wallonie
- eine Etappe Vuelta a España

2016
- Sprintwertung Driedaagse van De Panne-Koksijde
- eine Etappe Tour de Yorkshire
- zwei Etappen und Punktewertung Burgos-Rundfahrt
- eine Etappe Arctic Race of Norway

2017
- Prolog Herald Sun Tour
- Gesamtwertung Hammer Sportzone Limburg
- eine Etappe Polen-Rundfahrt

2018
- eine Etappe Valencia-Rundfahrt
- Halle–Ingooigem
- Binche–Chimay–Binche

2020
- Gooikse Pijl

2021
- Egmont Cycling Race
- Punktewertung Benelux Tour
- Binche–Chimay–Binche

2023
- Rund um Köln
- eine Etappe Tour of Britain

2025
- zwei Etappen Tour de Hongrie
- Niederländischer Meister – Straßenrennen

## Grand-Tour-Platzierungen
| Grand Tour            | 2013 | 2014 | 2015 | 2016 | 2017 | 2018 | 2019 | 2020 | 2021 | 2022 | 2023 | 2024 | 2025 |
| --------------------- | ---- | ---- | ---- | ---- | ---- | ---- | ---- | ---- | ---- | ---- | ---- | ---- | ---- |
| Giro d’ItaliaGiro     | –    | –    | –    | –    | –    | 121  | –    | –    | –    | –    | –    | DNF  | –    |
| Tour de FranceTour    | DNF  | DNF  | –    | –    | –    | –    | –    | –    | 120  | 108  | 116  | 120  | DNF  |
| Vuelta a EspañaVuelta | –    | –    | 141  | –    | –    | 132  | –    | –    | –    | 121  | –    | –    |      |